# Ernesto Laclau
Enesto Laclau (født 6. oktober 1935 i Buenos Aires, Argentina; død 13. april 2014, Sevilla, Spanien) var en argentinsk politisk filosof. Han beskrives ofte som post-marxist og poststrukturalist. 

## "Hegemony and Socialist Strategy"
I 1985 udgav han bogen Hegemony and Socialist Strategy sammen med Chantal Mouffe. Bogen satte hegemonibegrebet centralt.
Hegemonibegrebet blev rekonstrueret som en politisk teori, hvor Laclau og Mouffe havde et sigte om at klargøre og systematisere diskursteorien.